# Marion Epstein
Marion Greenebaum Epstein  (* 14. Juni 1915 in Brooklyn, Vereinigte Staaten; † 24. März 2014 in Skillman, Montgomery Township (New Jersey)) war eine US-amerikanische Mathematikerin.

## Leben und Werk
Epstein wurde als die jüngste von drei Töchtern einer in Deutschland geborenen Anna Rheinhold und eines amerikanischen Vaters in Brooklyn geboren. Sie besuchte von 1927 bis 1931 die Erasmus Hall High School in Brooklyn und studierte mit 16 Jahren Mathematik am Barnard College. Nach ihrem Bachelor-Abschluss 1935 begann sie ihre Abschlussarbeit in Mathematik am Bryn Mawr College. Von 1935 bis 1938 erhielt sie Stipendien für Mathematik und erwarb 1936 den Masterabschluss. Sie promovierte 1938 bei Heinrich Wilhelm Brinkmann mit der Dissertation The Nonexistence of Integral Normal Bases in Certain Algebraic Fields. Anschließend forschte sie bei dem Internationalen Statistischen Amt in New York City.
1939 heiratete sie den Forschungsingenieur Jess Epstein, der für die Radio Corporation of America arbeitete. Sie bekam 1941 einen Sohn, 1943 und 1948 eine Tochter. Von 1944 bis zu ihrem Ruhestand arbeitete sie, mit Unterbrechungen während der Kindererziehungszeiten, bei dem heutigen Educational Testing Service in Princeton, New Jersey. Ab 1962 als leitende Prüferin in Mathematik, war sie unter anderem verantwortlich für Abschlussprüfungen, Prüfungen für fortgeschrittene Praktikanten, Prüfungen des College Board der oberen Ebene, Entwicklung von computergestützten Zusammenstellungen von Tests und Projektleiterin für versicherungsmathematische Prüfungen. 1967 wurde sie stellvertretende Direktorin der Abteilung und von 1973 bis 1975 war sie Direktorin für Entwicklung und Analyse, anschließend bis 1977 Verwaltungsdirektorin für professionelle Dienstleistungen (Testentwicklung, Veröffentlichungen, statistische Analyse und Systeme) und bis 1980 Vizepräsidentin.
Sie war auch als Beraterin für die Testentwicklung tätig, so 1964 für den West African Examinations Council in Ghana und Nigeria und 1967 für die University of London School. Von 1955 bis 1966 war sie Mitglied des Princeton Township Board of Education, von 1958 bis 1961 Vizepräsidentin und bis 1963 Präsidentin. Von 1971 bis 1973 war sie Co-Vorsitzende des Gemischten Ausschusses für die postsekundäre Berufsbildung für das New Jersey State Board of Education und das Board of Higher Education. Von 1973 bis 1977 war sie Mitglied des New Jersey Board of Higher Education und 1978 wurde sie Mitglied des New Jersey Panel des American Council of Education.
1980 wurde sie Treuhänderin des Kean College in New Jersey (heute Kean University) und in den Beirat der mathematischen Abteilung der Princeton University berufen. Sie war auch Mitglied der American Association for Hochschulbildung und der American Personnel and Guidance Association. 1979 wurde sie ein Mitglied des National Education Committee des American Jewish Committee.

## Mitgliedschaften
- Mathematical Association of America
- American Mathematical Society
- Phi Beta Kappa

## Veröffentlichungen (Auswahl)
- 1939: Greenebaum, M.: The wool top futures market. The Daily News Record (May).
- 1958: mit S. S. Myers: How a mathematics test is born. Math. Teacher 51:299–302.
- 1963: Educational testing programs: what they can and cannot do. Proc. 1963 Annual Meeting Natl. School Boards Assoc.
- 1963: mit S. S. Myers. Mathematical reform and the College Board mathematics examinations. Amer. Math. Monthly 70.
- 1966: Curricular change and the College Board mathematics examinations. Tennessee Math. Bull. (April).
- 1967: Computer assembly of tests. Proc. 9th Annual Conf. Military Testing Assoc. 49–56.
- 1968: Testing in mathematics: Why? What? How? Arith. Teacher 15:311–19.
- 1973: Computer assisted assembly of tests at Educational Testing Service. Educ. Tech. 13.
- 1973: Standardized mathematics tests can measure the right things. Math. Teacher 66.